# Marcílio Silva de Lima
Marcílio Silva de Lima conocido deportivamente como Marcílio (Igarassu, Estado de Pernambuco, Brasil, 18 de julio de 1985) es un futbolista brasileño. Juega de delantero en la posición de extremo, actualmente es jugador libre.

## Trayectoria

### Inicios
Sus inicios como futbolista la tuvo con el Sporting Clube de Esmoriz de Portugal donde no tuvo mucha relevancia.

### A.D. Sanjoanense
El 1 de julio de 2019 fue adquirido como jugador libre por el A.D. Sanjoanense allí completo 124 minutos jugados en 2 partidos.

### Patriotas Boyacá
El 1 de julio de 2022 fue prestado al Patriotas Boyacá de Colombia donde marcó un (1) gol en 13 partidos disputados y completo 603 minutos jugados.

## Estadísticas
| Club                        | Temporada           | Liga  | Liga  | Liga   | Copa Nacional | Copa Nacional | Copa Nacional | Copa Internacional | Copa Internacional | Copa Internacional | Total | Total | Total  |
| Club                        | Temporada           | Part. | Goles | Asist. | Part.         | Goles         | Asist.        | Part.              | Goles              | Asist.             | Part. | Goles | Asist. |
| --------------------------- | ------------------- | ----- | ----- | ------ | ------------- | ------------- | ------------- | ------------------ | ------------------ | ------------------ | ----- | ----- | ------ |
| S.C. Esmoriz Portugal       | 2019-20             | 0     | 0     | 0      | 0             | 0             | 0             | -                  | -                  | -                  | 0     | 0     | 0      |
| A.D. Sanjoanense Portugal   | 2020-21             | 2     | 0     | 0      | 0             | 0             | 0             | -                  | -                  | -                  | 2     | 0     | 0      |
| Patriotas Boyacá · Colombia | 2021-22             | 13    | 1     | 0      | 0             | 0             | 0             | -                  | -                  | -                  | 13    | 1     | 0      |
| Total en su carrera         | Total en su carrera | 15    | 1     | 0      | 0             | 0             | 0             | -                  | -                  | -                  | 15    | 1     | 0      |